# アレクセイ・イグナショフ
アレクセイ・イグナショフ（英語: Alexey Ignashov, 1978年1月18日 - ）は、ベラルーシの男性キックボクサー。フリー。ミンスク出身。元WMC世界ヘビー級王者。元ISKAムエタイ世界ヘビー級王者。リーチ200cm。
ニックネームは「レッド・スコーピオン」「毒サソリ」「ベラルーシの赤サソリ」。参戦当初は「アーツ2世」「東欧のアーツ」とも言われていた。かつては母国ベラルーシのチヌックジムに所属していた。
長身から相手の顔面に繰り出される膝蹴りが得意。この膝は「レッド・スコーピオン（赤いサソリ）」と表現され、それがそのままイグナショフを表す代名詞となった。
2007年頃に活動の拠点をニュージーランドに移している。
毎試合の入場曲は、Outsideの「To Forgive But Not Forget」。

## 来歴
アマチュアキックボクシングの世界選手権で優勝。
1999年10月24日、オランダで開催されたIt's Showtimeでロブ・カーマンの引退試合の相手を務め、判定負け。
2000年6月24日、K-1 WORLD GP 2000 ヨーロッパ&ロシア地区D予選で優勝。横浜大会のGP予選トーナメントへ出場を決める。
2000年8月20日、K-1 WORLD GP 2000 in 横浜で初来日。GP予選トーナメント1回戦でマット・スケルトンに判定負け。
2001年7月20日、K-1 WORLD GP 2001 in 名古屋のGP予選トーナメント1回戦でピーター・マエストロビッチと対戦。膝蹴りでダウンを奪い判定勝ちを収めた。準決勝ではアンドリュー・トムソンから同じく膝蹴りでダウンを奪取しKO勝ち。決勝戦でロイド・ヴァン・ダムと対戦し、延長1R判定勝ちを収め東京ドームへの切符を手にする。
2001年12月8日、K-1 WORLD GP 2001 決勝戦の1回戦でニコラス・ペタスと対戦。2R、イグナショフの首相撲からの膝蹴りでKO勝ち。続く準決勝では、フランシスコ・フィリォと対戦。前蹴りでフィリォを苦しめるが、フィリォのローキックで徐々にペースを奪われ判定負け。敗れはしたものの、この大会で優勝を果たしたマーク・ハントと同様、インパクトを残す結果となった。
2002年はビヨン・ブレギーに5RKO勝ち、ピーター・アーツに判定勝ちするが、GP開幕戦でステファン・レコに判定負けを喫した。
2003年、パリ大会のヨーロッパ・ロシア地域予選でパヴェル・マイヤー、アレクサンダー・ウスティノフ、シリル・アビディを下し優勝、GPへの切符を手にする。2003年6月、バダ・ハリにＫＯ勝ち。福岡大会ではヤン・"ザ・ジャイアント"・ノルキヤをローキックでマットに沈め、谷川貞治プロデューサーに「今年の優勝候補」、また角田信朗に「ホーストよりも説得力のあるローキックを出し始めている。」と評価される。続く大阪の開幕戦ではマイク・ベルナルドを2RKOで沈め、関係者やメディアからは、ステファン・レコと並び2003年のGP優勝最有力候補と称される。しかし、12月の決勝トーナメントではピーター・アーツに完封され判定で敗れ、初戦敗退。
2003年12月31日、K-1 PREMIUM 2003 Dynamite!!で中邑真輔と総合格闘技で対戦。第3Rに膝蹴りで中邑を鼻骨骨折させダウンを奪いレフェリーストップ勝利となった。しかしすぐさま起き上がった中邑からカウントも取らずに即レフェリーストップとなったことに対し、中邑からクレームが付き、後に「無効試合」となった。
2004年5月20日、It's Showtimeでセーム・シュルトと対戦し、1R左膝蹴りでKO勝ちを収めた。その後、飛行機で日本に直行し5月22日のK-1 ROMANEXにおいて中邑と総合格闘技で再戦したが、中邑に前腕チョーク（K-1の公式記録はギロチンチョーク）で一本負け。
2004年6月、アーサー・ウィリアムスにローキックでＫＯ勝ち。
2004年9月25日、K-1 WORLD GP開幕戦でガオグライ・ゲーンノラシンと対戦。延長戦の末、判定負けを喫した。試合後イグナショフは「あと3kg絞るべきだった、相手を過小評価していた。」とコメントしている。
2005年2月13日、ビヨン・ブレギー戦で、3Rに膝を負傷しKO負けを喫した。この対戦で負った膝の怪我を引き摺ったまま、4月にピーター・グラハムと対戦。延長まで縺れるも判定負け。続いて、5月には内田ノボルと対戦。蹴りが使えず判定負けを喫した。そのため、6月に膝の手術を行い、3か月の休養と準備期間を設けた。
2005年9月23日、K-1 WORLD GP開幕戦ではワンマッチで前年度王者レミー・ボンヤスキーと対戦。互いにジャブ、ストレート、ローキック、膝蹴りの繰り出し合いの熱戦となった。試合は延長までもつれるも延長ラウンドの差で判定負けとなった。
2006年、タイでアパートを借りて、一か月間トレーニングをして再起を図る。5月のK-1 WORLD GPオランダ大会のEUROPE GP1回戦でピーター・ボンドラチェックを右ストレートで下す。しかし、準決勝でリザーバー上がりのグーカン・サキに判定負け。この試合、イグナショフは終始サキの攻撃を防御するに止まり、殆ど反撃できなかった。試合後のインタビューで「カウンターを狙いすぎてしまった」と語った。
2006年8月12日、K-1 WORLD GPラスベガス大会の世界最終予選1回戦でイマニー・リーを相手に僅差の判定勝ちを収めた。しかし足の怪我により準決勝を辞退。
2007年2月24日、K-1 Hungary 2007でアティラ・カラチと対戦しKO勝ち。しかし、練習中に親指を負傷したことなどもあってか、結局2007年シーズンは一度も本戦には出場できなかった。
2008年2月9日、KO World Seriesにてグレゴリー・トニーと対戦するも、判定負け。
2008年3月30日、The KHANにおいてユ・ヤンレと対戦し、2-0の判定勝ちを収めた。
2008年10月5日、TOUGH IS NOT ENOUGHにてビヨン・ブレギーと対戦し、ダウンを奪い判定勝ち。
2010年4月3日、K-1 WORLD GP 2010 IN YOKOHAMAのメインイベントでバダ・ハリと対戦し、判定負け。2005年9月23日以来、4年7か月ぶりの日本での試合となった。なお、アルコール使用障害によりK-1から遠ざかっていたことが明かされた。
2010年5月21日、K-1ヨーロッパ予選トーナメントに出場。1回戦でミンダウガス・サカラウスカスにKO勝ち、準決勝でフレディ・ケマイヨに3-0の判定勝ちを収めるも、怪我のため決勝を棄権した。代わりに決勝を戦ったケマイヨがWORLD GP開幕戦出場を決めた。

## 人物
- レミー・ボンヤスキーと並ぶ、K-1きってのインテリとして知られている。
- 内容の難しいアーティスティックな映画を好む。
- 普段は飄々としてつかみどころのない物静かな性格。ジェロム・レ・バンナは「イグナショフはリングに上がるとき、まるで風呂にでも入るような顔をしていやがる。俺にあんなことできない。アイツは凄い奴だよ」とコメントしている。一方で試合中は気の強さを発揮することもしばしばである。
- 敗北を喫したガオグライ・ゲーンノラシン戦後のインタビューでは、記者に敗因を聞かれ、「太ってしまったんだもの」と答えた過去もあったが、「厳しい時期の自分を支えてくれるファンの皆さんには心から感謝したい」、「苦しいときでも応援してくれるのが本当のファンだと思う」、「これ以上ファンをがっかりさせられない」と、ファンに対する感謝の思いを語るという、新たな一面を見せ始めている。
- 「日本で好きな場所、物は？」という質問に対して「日本の女の子」と答えたことがあった。
- アーネスト・ホーストはイグナショフのK-1デビュー当時、自分をKOしたフランシスコ・フィリォを引き合いに出し「フィリォでも勝てないかも」と発言するほどイグナショフを高く評価していた。

## 戦績
| キックボクシング 戦績 | キックボクシング 戦績 | キックボクシング 戦績 | キックボクシング 戦績 | キックボクシング 戦績 | キックボクシング 戦績 | キックボクシング 戦績 |
| --------------------- | --------------------- | --------------------- | --------------------- | --------------------- | --------------------- | --------------------- |
| 97 試合               | (T)KO                 | 判定                  | その他                | 引き分け              | 無効試合              |                       |
| 86 勝                 | 41                    | 43                    | 0                     | 0                     | 0                     |                       |
| 22 敗                 | 2                     | 15                    | 1                     | 0                     | 0                     |                       |

| 勝敗 | 対戦相手                         | 試合結果                                 | 大会名                                                                                                   | 開催年月日     |
| ×    | バレンティン・ボーディアヌ       | 3R終了 判定                              | Zhara Fight Show                                                                                         | 2018年5月30日  |
| ○    | ゼバット・ポーツラック           | 3R終了 判定                              | Bellator Kickboxing 9                                                                                    | 2018年4月6日   |
| ×    | バダハリ                         | 3R終了 判定                              | Legend 2: Invasion                                                                                       | 2013年11月9日  |
| ○    | ロマン・クレイブル               | 3R終了 判定                              | Ring of Honor                                                                                            | 2011年2月5日   |
| ×    | トーマス・ハロン                 | 3R終了 判定1-4                           | IT'S SHOWTIME ATHENS                                                                                     | 2010年12月11日 |
| ○    | フレディ・ケマイヨ               | 3R終了 判定3-0                           | K-1 WORLD GP 2010 IN BUCHAREST -EAST EUROPE GP- 【EAST EUROPE GP 準決勝】                                | 2010年5月21日  |
| ○    | ミンダウガス・サカラウスカス     | 1R 1:57 KO                               | K-1 WORLD GP 2010 IN BUCHAREST -EAST EUROPE GP- 【EAST EUROPE GP 1回戦】                                 | 2010年5月21日  |
| ×    | バダ・ハリ                       | 3R終了 判定0-3                           | K-1 WORLD GP 2010 IN YOKOHAMA                                                                            | 2010年4月3日   |
| ○    | ロン・スパークス                 | 2R 2:50 KO（右ハイキック）               | K-1 ColliZion 2009 Final Elimination                                                                     | 2009年10月24日 |
| ×    | セーム・シュルト                 | 3R終了 判定0-3                           | Ultimate Glory 11: A Decade of Fights                                                                    | 2009年10月17日 |
| ×    | フレディ・ケマイヨ               | 4R終了時 TKO（膝負傷）                   | Gala International Multi-boxes à Coubertin                                                               | 2009年6月26日  |
| ×    | ローマン・クレイブル             | 延長R終了 判定                           | K-1 ColliZion 2009 Mlada Boleslav                                                                        | 2009年5月16日  |
| ○    | ジャバット・ポトラック           | 延長R終了 判定                           | K-1 Rules Tournament 2009 in Budapest                                                                    | 2009年2月28日  |
| ○    | ビヨン・ブレギー                 | 3R終了 判定3-0                           | K.O. Events "Tough Is Not Enough                                                                         | 2008年10月5日  |
| ○    | ユ・ヤンレ                       | 3R終了 判定                              | The KHAN 2008 Series 1                                                                                   | 2008年3月30日  |
| ×    | グレゴリー・トニー               | 3R終了 判定                              | KO World Series 2008 Auckland 【1回戦】                                                                  | 2008年2月9日   |
| ○    | アティラ・カラチ                 | 1R 2:02 KO（左フック）                   | K-1 European League 2007 Hungary                                                                         | 2007年2月24日  |
| ○    | イマニー・リー                   | 3R終了 判定2-1                           | K-1 WORLD GP 2006 IN LAS VEGAS II 【世界最終予選 1回戦】                                                 | 2006年8月12日  |
| ×    | グーカン・サキ                   | 3R終了 判定0-3                           | K-1 WORLD GP 2006 IN AMSTERDAM 【EUROPE GP 準決勝】                                                      | 2006年5月13日  |
| ○    | ピーター・ボンドラチェック       | 2R 2:08 KO（右ストレート）               | K-1 WORLD GP 2006 IN AMSTERDAM 【EUROPE GP 1回戦】                                                       | 2006年5月13日  |
| ○    | ゲーリー・グッドリッジ           | 3R終了 判定                              | K-1 European League 2006 in Budapest                                                                     | 2006年2月25日  |
| ×    | レミー・ボンヤスキー             | 3R+延長R終了 判定0-3                     | K-1 WORLD GP 2005 IN OSAKA 開幕戦 【スーパーファイト】                                                   | 2005年9月23日  |
| ×    | 内田ノボル                       | 3R終了 判定0-2                           | K-1 WORLD GP 2005 IN PARIS 【EUROPE GP 1回戦】                                                           | 2005年5月27日  |
| ×    | ピーター・グラハム               | 3R+延長2R終了 判定1-2                    | K-1 Battle of Anzacs II                                                                                  | 2005年4月30日  |
| ×    | ビヨン・ブレギー                 | 3R終了時 TKO（ドクターストップ：膝負傷） | Alkmaar                                                                                                  | 2005年2月13日  |
| ○    | ポール・スロウィンスキー         | 3R終了 判定3-0                           | 児童福祉チャリティ TITANS 1st 2004年チャンピオンシリーズ 〜新日本キックボクシング＆K-1ファイターズ参戦〜 | 2004年11月6日  |
| ×    | ガオグライ・ゲーンノラシン       | 3R+延長R終了 判定1-2                     | K-1 WORLD GP 2004 in TOKYO 開幕戦 【WORLD GP 1回戦】                                                     | 2004年9月25日  |
| ○    | ヨシップ・ボドロチック           | 1R KO                                    | Kings of Oceania 2004                                                                                    | 2004年7月16日  |
| ○    | "キング"・アーサー・ウィリアムス | 1R 1:48 KO（右ローキック）               | K-1 WORLD GP 2004 in NAGOYA                                                                              | 2004年6月6日   |
| ○    | セーム・シュルト                 | 1R 1:20 KO（左膝蹴り）                   | IT'S SHOWTIME 7                                                                                          | 2004年5月20日  |
| ○    | シリル・ディアバテ               | 5R終了 判定                              | MT ONE                                                                                                   | 2004年4月11日  |
| ○    | カーター・ウィリアムス           | 2R 2:42 KO（左ストレート）               | K-1 WORLD GP 2004 in SAITAMA                                                                             | 2004年3月27日  |
| ○    | マーク・デ・ウィット             | 3R終了 判定3-0                           | K-1 Marseilles 2004 World Qualification 【スーパーファイト】                                             | 2004年1月23日  |
| ×    | ピーター・アーツ                 | 3R+延長R終了 判定0-3                     | K-1 WORLD GP 2003 決勝戦 【WORLD GP 準々決勝】                                                           | 2003年12月6日  |
| ○    | ヨシップ・ボドロチック           | 5R終了 判定2-1                           | K-1 Final Fight Stars War in Zagreb                                                                      | 2003年10月31日 |
| ○    | マイク・ベルナルド               | 2R 2:11 KO（右ローキック）               | K-1 WORLD GP 2003 開幕戦 ALL STARS 【WORLD GP 1回戦】                                                    | 2003年10月11日 |
| ○    | ヤン"ザ・ジャイアント"ノルキヤ   | 1R 2:49 KO（右ローキック）               | K-1 WORLD GP 2003 in 福岡                                                                                | 2003年7月13日  |
| ○    | シリル・アビディ                 | 3R 0:20 TKO（タオル投入）                | K-1 WORLD GP 2003 in パリ 【ヨーロッパ・ロシア地域予選 決勝】                                            | 2003年6月14日  |
| ○    | アレクサンダー・ウスティノフ     | 3R終了 判定2-1                           | K-1 WORLD GP 2003 in パリ 【ヨーロッパ・ロシア地域予選 準決勝】                                          | 2003年6月14日  |
| ○    | パヴェル・マイヤー               | 3R 2:20 KO（左ハイキック）               | K-1 WORLD GP 2003 in パリ 【ヨーロッパ・ロシア地域予選 1回戦】                                           | 2003年6月14日  |
| ○    | バダ・ハリ                       | 3R 2:55 TKO（右フック）                  | IT'S SHOWTIME -Amsterdam ArenA-                                                                          | 2003年6月8日   |
| ×    | ステファン・レコ                 | 3R+延長R終了 判定0-3                     | K-1 WORLD GP 2002 開幕戦 【WORLD GP 1回戦】                                                              | 2002年10月5日  |
| ○    | ピーター・アーツ                 | 5R終了 判定2-0                           | K-1 WORLD GP 2002 in 福岡                                                                                | 2002年7月14日  |
| ○    | ビヨン・ブレギー                 | 5R 2:12 KO（右ハイキック）               | K-1 WORLD GP 2002 in パリ                                                                                | 2002年5月25日  |
| ○    | ノブ・ハヤシ                     | 5R終了 判定3-0                           | K-1 WORLD GP 2002 世界地区予選 オランダ大会 【スーパーファイト】                                         | 2002年2月24日  |
| ×    | フランシスコ・フィリォ           | 3R終了 判定0-3                           | K-1 WORLD GP 2001 決勝戦 【WORLD GP準決勝】                                                              | 2001年12月8日  |
| ○    | ニコラス・ペタス                 | 2R 1:21 KO（右膝蹴り）                   | K-1 WORLD GP 2001 決勝戦 【WORLD GP 1回戦】                                                              | 2001年12月8日  |
| ×    | ジェレル・ヴェネチアン           | 3R終了 判定                              | It's Showtime -Original-                                                                                 | 2001年10月21日 |
| ○    | ロイド・ヴァン・ダム             | 3R+延長R終了 判定3-0                     | K-1 WORLD GP 2001 in 名古屋 【GP予選トーナメント 決勝】                                                  | 2001年7月20日  |
| ○    | アンドリュー・トムソン           | 1R 1:46 KO（2ノックダウン：左膝蹴り）    | K-1 WORLD GP 2001 in 名古屋 【GP予選トーナメント 準決勝】                                                | 2001年7月20日  |
| ○    | ピーター・マエストロビッチ       | 3R終了 判定3-0                           | K-1 WORLD GP 2001 in 名古屋 【GP予選トーナメント 1回戦】                                                 | 2001年7月20日  |
| ○    | パリス・バシリコス               | 3R TKO（ドクターストップ：顎負傷）       | K-1 WORLD GP 2001 世界地区予選 イタリア大会 【スーパーファイト】                                         | 2001年4月21日  |
| ×    | ステファン・レコ                 | 5R 反則失格（倒れた相手への攻撃）        | K-1 WORLD GP 2001 世界地区予選 オランダ大会 【スーパーファイト】                                         | 2001年2月4日   |
| ○    | ロイド・ヴァン・ダム             | TKO                                      | IT'S SHOWTIME -Christmas Edition-                                                                        | 2000年12月12日 |
| ×    | マット・スケルトン               | 3R終了 判定0-3                           | K-1 WORLD GP 2000 in 横浜 【GP予選トーナメント 1回戦】                                                   | 2000年8月20日  |
| ○    | セルゲイ・アルヒポフ             | 3R TKO                                   | K-1 WORLD GP 2000 ヨーロッパ&ロシア地区D予選 【ヨーロッパ＆ロシア地区D予選 決勝】                        | 2000年6月24日  |
| ○    | セルゲイ・マトキン               | 2R 2:01 KO                               | K-1 WORLD GP 2000 ヨーロッパ&ロシア地区D予選 【ヨーロッパ＆ロシア地区D予選 準決勝】                      | 2000年6月24日  |
| ○    | ダリウス・グリラウスカス         | 1R 2:32 KO                               | K-1 WORLD GP 2000 ヨーロッパ&ロシア地区D予選 【ヨーロッパ＆ロシア地区D予選 1回戦】                       | 2000年6月24日  |
| ○    | マーク・デ・ウィット             | 5R終了 判定                              | Night of Revenge                                                                                         | 2000年6月4日   |
| ○    | ユルゲン・クルト                 | 5R終了 判定3-0                           | Night Club "Reaktor"                                                                                     | 2000年3月13日  |
| ○    | ハリー・ホーフト                 | 5R終了 判定                              | Day of No Mercy                                                                                          | 2000年1月23日  |
| ×    | ロブ・カーマン                   | 5R終了 判定                              | IT'S SHOWTIME                                                                                            | 1999年10月24日 |
| ○    | ユルゲン・クルト                 | 2R KO                                    | WMC Muay Thai World Title                                                                                | 1999年7月29日  |
| ○    | ダニエル・ギタ                   | 4R終了 判定                              | IFMA World Muay thai Championships, semi final                                                           | 1999年         |
| ○    | レミー・ボンヤスキー             | 5R終了 判定                              | Muay Thai Fight Night (WPKL)                                                                             | 1998年         |

### 総合格闘技
| 総合格闘技 戦績 | 総合格闘技 戦績 | 総合格闘技 戦績 | 総合格闘技 戦績 | 総合格闘技 戦績 | 総合格闘技 戦績 | 総合格闘技 戦績 |
| --------------- | --------------- | --------------- | --------------- | --------------- | --------------- | --------------- |
| 3 試合          | (T)KO           | 一本            | 判定            | その他          | 引き分け        | 無効試合        |
| 1 勝            | 1               | 0               | 0               | 0               | 0               | 1               |
| 1 敗            | 0               | 1               | 0               | 0               | 0               | 1               |

| 勝敗 | 対戦相手                 | 試合結果                 | 大会名                        | 開催年月日     |
| ×    | 中邑真輔                 | 2R 1:51 ギロチンチョーク | ROMANEX 格闘技世界一決定戦    | 2004年5月22日  |
| ○    | スティーブ・ウィリアムス | 1R 0:22 KO（膝蹴り）     | K-1 BEAST 2004 〜新潟初上陸〜 | 2004年3月14日  |
| －   | 中邑真輔                 | 3R 1:19 ノーコンテスト   | K-1 PREMIUM 2003 Dynamite!!   | 2003年12月31日 |

## 獲得タイトル
- WMC世界ヘビー級王座
- ISKAムエタイ世界ヘビー級王座
- K-1 WORLD GP 2000 ヨーロッパ＆ロシア地区D 予選トーナメント 優勝
- K-1 WORLD GP 2001予選トーナメントin NAGOYA 優勝

・Ｋ-1ＷＯＲＬＤＧＰ2001ベスト4
- K-1 WORLD GP 2003予選トーナメント in PARIS 優勝